# Colloquium Balticum
Das Colloquium Balticum ist ein Zusammenschluss nordeuropäischer Altertumswissenschaftler, insbesondere Klassischer Philologen, die die Antike und Antikerezeption im östlichen Ostseeraum erforschen.
An den jährlich stattfindenden Tagungen sind die Universitäten Greifswald, Lund, Vilnius, Riga und Tartu beteiligt. Seit dem Colloquium Balticum VII, das im Jahre 2007 stattfand, sind auch die Universitäten Marburg und Sankt Petersburg integriert. Die Tagungen finden abwechselnd an den Heimatuniversitäten der beteiligten Institute statt.
Das Kolloquium trägt dazu bei, die Erkenntnisse der Einzelforschungen der baltischen und skandinavischen Länder auszutauschen. Während der Humanismus in Süddeutschland oder den romanischen Ländern weit erforscht ist, besteht hier in Nordeuropa ein erheblicher Leerraum. Das Kolloquium trägt dazu bei, diese Leerstelle im internationalen Austausch zu füllen.
Neben dem eigentlichen Anliegen des Kolloquiums, laufende Forschungsprojekte und Dissertationen zu diskutieren, finden durch die schrittweise Annäherung der beteiligten Universitäten über das Kolloquium zusehends Gastvorträge, Forschungsaufenthalte und Erasmusaustausche statt.

## Vorgeschichte
Ursprünglich aus einem Institutsaustausch zwischen den altertumswissenschaftlichen Instituten der Universitäten Lund und Greifswald in den Jahren 1999 und 2000 hervorgegangen, ist das „Baltic Network“ 2001 in Lund begründet worden. Seither ist die Zahl der beteiligten Institutionen stetig gewachsen.